# ITF Charleston-2
Das ITF Charleston-2 (offiziell: LTP 100 II vorher LTP Tennis $60K) ist ein Tennisturnier der ITF Women’s World Tennis Tour, das in Charleston, South Carolina, Vereinigte Staaten ausgetragen wird.

## Siegerliste

### Einzel
| Jahr                   | Siegerin                                             | Finalgegnerin                                        | Ergebnis                                             |
| ---------------------- | ---------------------------------------------------- | ---------------------------------------------------- | ---------------------------------------------------- |
| ↓ Kategorie: $10.000 ↓ |                                                      |                                                      |                                                      |
| 2015                   | Das Turnier wurde wegen Schlechtwetters abgebrochen. | Das Turnier wurde wegen Schlechtwetters abgebrochen. | Das Turnier wurde wegen Schlechtwetters abgebrochen. |
| 2016                   | Nicole Coopersmith                                   | Ingrid Gamarra Martins                               | 6:3, 6:4                                             |
| ↓ Kategorie: $15.000 ↓ |                                                      |                                                      |                                                      |
| 2017                   | Michaela Bayerlová                                   | Montserrat González                                  | 2:6, 6:3, 6:3                                        |
| ↓ Kategorie: $25.000 ↓ |                                                      |                                                      |                                                      |
| 2018                   | Gabriela Talabă                                      | Elizabeth Halbauer                                   | 6:4, 6:75, 6:2                                       |
| ↓ Kategorie: W60 ↓     |                                                      |                                                      |                                                      |
| 2019                   | Caroline Dolehide                                    | Grace Min                                            | 6:2, 6:75, 6:0                                       |
| 2020                   | abgesagt                                             | abgesagt                                             | abgesagt                                             |
| 2021                   | Despina Papamichail                                  | Gabriela Cé                                          | 1:6, 6:3, 6:3                                        |
| ↓ Kategorie: W100 ↓    |                                                      |                                                      |                                                      |
| 2022                   | Carol Zhao                                           | Himeno Sakatsume                                     | 3:6, 6:4, 6:4                                        |

### Doppel
| Jahr                   | Siegerinnen                                          | Finalgegnerinnen                                     | Ergebnis                                             |
| ---------------------- | ---------------------------------------------------- | ---------------------------------------------------- | ---------------------------------------------------- |
| ↓ Kategorie: $10.000 ↓ |                                                      |                                                      |                                                      |
| 2015                   | Das Turnier wurde wegen Schlechtwetters abgebrochen. | Das Turnier wurde wegen Schlechtwetters abgebrochen. | Das Turnier wurde wegen Schlechtwetters abgebrochen. |
| 2016                   | Andie Daniell Erin Routliffe                         | Quinn Gleason Whitney Kay                            | 6:4, 6:2                                             |
| ↓ Kategorie: $15.000 ↓ |                                                      |                                                      |                                                      |
| 2017                   | Chloe Beck Emma Navarro                              | Xenija Kusnezowa María Martínez Martínez             | 6:1, 6:4                                             |
| ↓ Kategorie: $25.000 ↓ |                                                      |                                                      |                                                      |
| 2018                   | Sophie Chang Alexandra Mueller                       | Hsu Chieh-yu Gabriela Talabă                         | 6:4, 6:4                                             |
| ↓ Kategorie: W60 ↓     |                                                      |                                                      |                                                      |
| 2019                   | Anna Danilina Ingrid Neel                            | Vladica Babić Caitlin Whoriskey                      | 6:1, 6:1                                             |
| 2020                   | abgesagt                                             | abgesagt                                             | abgesagt                                             |
| 2021                   | Fanny Stollár Aldila Sutjiadi                        | Rasheeda McAdoo Peyton Stearns                       | 6:0, 6:4                                             |
| ↓ Kategorie: W100 ↓    |                                                      |                                                      |                                                      |
| 2022                   | Alycia Parks Sachia Vickery                          | Tímea Babos Marcela Zacarías                         | 6:4, 5:7, [10:5]                                     |